# Пелха
Пелха — мать кушитского царя Настасена (335—310 до н. э.)
Имела титулы «царица-мать», «царская сестра» и «Владычица Куша». Именование «царская сестра» может свидетельствовать о том, что она являлась супругой властителя. Из чего предполагается, что Настасен, отец которого не известен, был сыном царя.
В настоящее время Пелха известна только с большой стелы своего сына, её изображение находится в левой половине стелы. Надпись гласит: «Дана для неё корона в Напате». Этот единственный случай для Напаты, когда упомянута коронация матери царствующего монарха, причём венцы у сына и у матери обозначены одинаковым термином, что также даёт основание предполагать, что она являлась соправительницей. На стеле Пелха представлена в роли жрицы, с сопутствующей подписью: «играет она на систре для тебя (то есть для бога Амуна)».